# Qui êtes-vous M. Renaudot ?
Pour plus de détails, voir Fiche technique et Distribution.
Qui êtes vous M. Renaudot ? est un téléfilm français de Claude Deflandre de 1972 sur un scénario de Francis Didelot et Ange Gilles.

## Synopsis
C'est un drame contant la vie de Théophraste Renaudot (1586-1653), célèbre médecin et journaliste français qui fonda La Gazette en 1631 a été diffusée le 29 novembre 1972 sur la première chaine.

## Fiche technique
- Titre : Qui êtes-vous M. Renaudot ?
- Réalisation : Claude Deflandre
- Scénario : Francis Didelot et Ange Gilles
- Photographie : André Villard
- Société de production : ORTF
- Pays :  France
- Genre : Historique et biopic
- Durée : 110 minutes
- Première diffusion : 
  -  France : 30 novembre 1972

## Distribution
- Bernard Dhéran : Théophraste Renaudot
- Serge Frédéric : Petrus
- Nicole Rousselle : Martine
- Étienne de Swarte : Richelieu
- Henri Poirier : père Joseph
- Fernand Guiot : Guy Patin
- Gilles Guillot : Isaac
- Denis Savignat : Louis XIV
- Lyne Chardonnet : Louise de Mâcon
- Pierre Nègre : M. Renaudot
- Sylvine Dellanoy : Mme Renaudot
- Jean Valière : Eusèbe
- Jean Balta : président
- Edmond Beauchamp
- Henri Nassiet
- Jean-Marie Fertey
- Paul Bisciglia
- Catherine Brévent
- Marcel Charvey
- Nicole Desailly
- Pierre Duncan
- Isabelle Huppert
- Pierre Lafont
- Guy Marly
- Roger Trapp